# Бранденбургские концерты

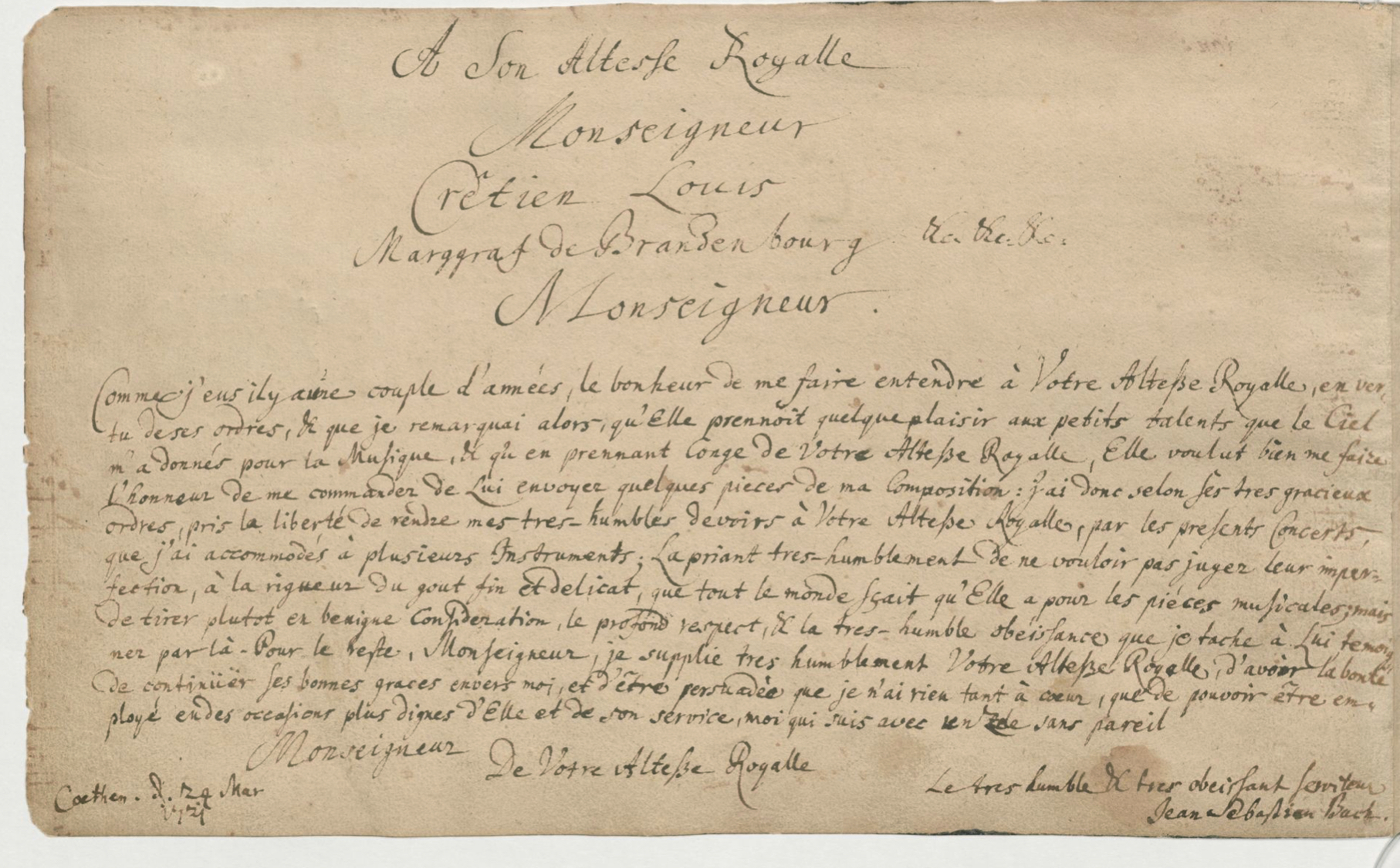
Посвящение Бранденбу́ргские конце́рты

Бранденбу́ргские конце́рты (нем. Brandenburgische Konzerte, BWV 1046—1051) — цикл из шести оркестровых концертов Иоганна Себастьяна Баха, преподнесённых автором в дар Кристиану Людвигу Бранденбург-Шведтскому в 1721 году. 
Концерты были сочинены, вероятно, за несколько лет до этой даты.

## История
Поскольку под дарственной надписью стоит дата 24 марта 1721 года, известен terminus ante quem (лат. - "не ранее чем...), однако точное время сочинения неизвестно. Скорее всего, концерты были написаны в годы работы в Кётене (этот период начался в конце 1717 года) или даже раньше.
Дарственная надпись Баха указывает лишь, что это «Concerts avec plusieurs instruments», то есть концерты для нескольких инструментов. На самом деле в концертах Бах задействовал множество инструментов в смелых и неожиданных для своего времени сочетаниях.
Бах послал ноты концертов в подарок маркграфу, надеясь на место придворного руководителя оркестра. Для этого он переписал концерты каллиграфическим почерком. Концерты хотя и сочинены в итальянском стиле, но содержат много нового от Баха. Ответа он не получил? и рукопись пролежала в библиотеке маркграфа более ста лет, пока не была случайно обнаружена и опубликована.
Сегодня эти концерты обычно исполняются камерным оркестром со значительной струнной группой. Исполнялись они и камерными оркестрами, в которых было всего по одному инструменту на партию. Бах имел в распоряжении небольшой камерный оркестр и исполнял концерты с его помощью, но неизвестно, предпочёл бы он этому оркестру больший, будь у него достаточно средств, поэтому современным исполнителям предоставлен широкий выбор. 

## Интересные факты
Музыка из "Бранденбургских концертов" ныне часто используется в фильмах и телепередачах. 
Первая часть Второго концерта нанесена на золотую пластинку Вояджера среди пары десятков лучших музыкальных произведений Земли.

## Шесть концертов

### Концерт № 1 фа мажор, BWV 1046
Части:
- Allegro;
- Adagio;
- Allegro;
- Menuett, Trio I, Polonaise, Trio II.

В 1-м концерте две партии охотничьих рожков (в академических оркестрах их заменяют валторны), три партии гобоя, фагот и скрипка-пикколо, а кроме того, две партии скрипки, одна партия альта и генерал-бас для аккомпанемента. Это единственный концерт, состоящий из четырёх частей. Четвёртая часть состоит из менуэта, исполняемого четыре раза, и двух трио с полонезом, исполняемых между менуэтами. Сохранилась и более ранняя версия концерта (BWV 1046a).

### Концерт № 2 фа мажор, BWV 1047
Части:
- Allegro;
- Andante;
- Allegro assai.

Концерт написан в форме кончерто гроссо и состоит из партий блокфлейты, трубы in F, гобоя, скрипки соло, двух концертных альтов и генерал-баса.
Первая и третья части Второго концерта отличаются мелодически развитой партией трубы, требующей от исполнителя безукоризненного слуха и технического мастерства — особенно с учётом требования аутентичного инструментария. В академическом оркестре аутентичная натуральная труба заменяется хроматической (вентильной), иногда — валторной, которая исполняет партию на октаву ниже. Во второй части концерта труба не используется.
Вторая часть написана в параллельном ре миноре и основана на двух темах. Третья часть написана в форме фуги.

### Концерт № 3 соль мажор BWV 1048
Части:
- Allegro;
- Adagio;
- Allegro.

Этот концерт часто называют прототипом современного струнного квартета, так как Бах использует здесь только струнные музыкальные инструменты. Трём скрипкам, трём альтам и трём виолончелям аккомпанирует генерал-бас (в современных реализациях обычно клавесин). Вторая часть состоит всего из одного такта с фригийским кадансом. Вероятно, таким образом Бах зарезервировал место для каденции одного из музыкантов. Часто при исполнении вторую часть концерта заменяют сонатой Баха BWV 1021, так как она завершается тем же кадансом, что и единственный такт второй части.

### Концерт № 4 соль мажор, BWV 1049
Части:
- Allegro;
- Andante;
- Presto.

Этот концерт написан для скрипки, двух блокфлейт, а также скрипки, альта и инструментов, исполняющих партию генерал-баса. В наши дни блокфлейту иногда заменяют флейтой. Существует и другая версия концерта, Концерт для двух флейт и клавесина фа мажор, BWV 1057. В этой версии сольную партию исполняют скрипки, в то время как две флейты или блокфлейты играют те же партии.

### Концерт № 5 ре мажор, BWV 1050
Части:
- Allegro;
- Affetuoso;
- Allegro.

Концерт написан для флейты, скрипки и клавесина с сопровождением скрипки, альта и генерал-баса. Считается, что концерт был написан в 1719 г. вскоре после возвращения Баха из Берлина, где он купил новый клавесин для кётенского ансамбля. В течение концерта у клавесиниста есть масса возможностей показать качество инструмента, особенно это касается длинной виртуозной сольной каденции в первой части. Многие исследователи видят в этом концерте первоисточник жанра сольного клавирного концерта.

### Концерт № 6 си-бемоль мажор, BWV 1051
Части:
- Allegro;
- Adagio ma non tanto;
- Allegro.

Этот концерт, написанный, как считают многие, первым из шести, противопоставляет одной группе из трёх инструментов другую. С одной стороны, в нём звучат «современные» инструменты: два альта и виолончель, — а с другой — «старомодные»: две виолы да гамба и контрабас. В некоторых местах концерта эти противоположные трио звучат по очереди. Необычным можно назвать отсутствие скрипок, обе сольные линии исполняются альтами (Viola), это придаёт произведению густую, бархатную окраску.

## Дискография (выборка)
Бранденбургские концерты активно исполняют и записывают. Традиционно в XX веке концерты исполнялись силами академического оркестра, но с 1980-х гг. они чаще звучат в аутентичном исполнении небольших ансамблей (так называемых «барочных оркестров»), как, например, в записи комплекта кёльнским ансамблем "Musica Antiqua". Среди аудиозаписей (HIP-интерпретации отмечены звёздочкой):
- 1959* The Philomusica of London / Т. Дарт
- 1962 The New York Sinfonietta / Макс Гоберман
- 1965 Берлинский филармонический оркестр / Г. фон Караян
- 1965* Collegium Aureum (без дирижёра)
- 1965 I Musici (без дирижёра)
- 1967 Bach-Orchester (Мюнхен) / К. Рихтер
- 1976-1977[2] [инструментальный ансамбль без названия] / Г. Леонхардт (RCA / Seon)
- 1978 Люцернский оркестр «Festival Strings» / Р. Баумгартнер
- 1979* English Concert / Т. Пиннок
- 1980 Камерный оркестр «Academy of St.Martin-in-the-Fields» / Н. Марринер
- 1981* Concentus Musicus (Вена) / Н. Арнонкур
- 1986* Musica Antiqua (Кёльн) / Р. Гёбель
- 1997* Il Giardino Armonico (без указания дирижёра)
- 2000* Английские барочные солисты / Дж. Э. Гардинер
- 2000* Bach Collegium Japan / Масааки Судзуки
- 2001—2010* Café Zimmermann (без дирижёра)
- 2004* I Barocchisti / Д. Фазолис